# آنماری فوردر
آنماری فوردر (انگلیسی: Annemarie Forder؛ زادهٔ ۳۱ ژانویهٔ ۱۹۷۸) از برندگان مدال‌های بازی‌های المپیک تابستانی و تیرانداز اهل استرالیا است.